# Tanya Monro
Tanya Mary Monro (1973) és una becària de l'Acadèmia Australiana de Ciències Tecnològiques i Enginyeria, i professora adjunta de física a la Universitat d'Adelaida. (Bankstown, 1973) és una física australiana, guardonada i coneguda pel seu treball en fotons. Actualment és vicerectora d'Investigació i Innovació en la Universitat d'Austràlia Meridional, i és membre d'ARC Georgina Sweet Laureate Fellow. Va ser la presidenta inaugural de fotons, la directora inaugural del Centre d'Excel·lència ARC per a la Biofotónica a Nanoescala i la directora inaugural de l'Institut de De fotons i Sensors Avançats (IPAS), així com la directora inaugural del Centre d'Especialització en De fotons (CoEP) de la Facultat de Química i Física de la Universitat d'Adelaida, -ara coneguda com l'Escola de Ciències Físiques-.
Entre les seves funcions externes figuren la de membre del Consell Científic del Commonwealth del Primer Ministre d'Austràlia, del Consell d'Administració de l'CSIRO, del South Australian Economic Development Board, on presideix la subcomissió d'Arts i la junta directiva de Defence SA.
El 24 de gener de 2019 es va anunciar que Monro assumirà el càrrec de Cap Científic de Defensa a partir de març de 2019, la primera dona en aquest càrrec.

## Educació
Monro va obtenir un títol de Batxiller universitari en ciències amb honors de primera classe el 1995, seguit d'un PhD el 1998 de la Universitat de Sídney per a la recerca sobre guia d'ona. Monro atribueix a una mestra de la Sydney Girls Grammar School haver inspirat el seu interès en la física.

## Carrera i investigació
Del 1998 al 2004, Monro va ser becària de la Royal Society University Research Fellowship en l'Optoelectronics Research Centre (ORC) de la Universitat de Southampton. Es va incorporar a la Universitat d'Adelaida el 2005 com a presidenta inaugural de la càtedra de fotons i directora del Centre of Expertise in Photonics (CoEP) de l'Escola de Química i Física, en col·laboració amb DSTO i el Govern de l'Estat de Sud-àfrica. De llavors ençà i mentre va ser en la Universitat d'Adelaida, ha estat: Membre de la Federació ARC; Directora de l'Institut de De fotons i Sensors Avançats (IPAS), i la Directora del Centre d'Excel·lència a Biode fotons a [Nanobarem Nanoescala ARC de la Universitat d'Adelaida. Des de 2014 és vicerectora i vicepresidenta [d'Investigació | de Recerca] i Innovació de la Universitat d'Austràlia Meridional.

### Publicacions
Monro ha publicat més de 4 capítols de llibres i 600 articles, incloent-hi articles de revistes avaluades i publicacions de conferències, el que ha portat a més de 13.000 cites en revistes i actes de conferències arbitrades. Monro també ha registrat 18 patents de famílies.

## Honors i premis
- Beattie Steel Medal 2015, Australian Optical Society
- 2013–18 ARC Georgina Sweet Laureate Fellowship
- Medalla Pawsey 2012[16]
- Scopus Jove Investigador del Any 2011, Ciències Físiques, Austràlia.
- Premi Eureka 2011 lideratge científic, finalista.
- 2011 Seleccionat per l'Acadèmia de Ciències d'Austràlia per dirigir una sèrie d'oradors a la regió europea.
- 2011 Australià de l'any, Austràlia del Sud.
- 2010. Dona de negocis de l'any 2010 de Telstra, categoria de comunitat i govern de pàgines blanques (guanyador nacional i Australià del sud)
- Guanyadora del 2010, categoria de Ciència, Premis del Sud d'Austràlia de l'Any.
- Científic australià de l'any 2010
- Premi Malcolm McIntosh per al científic físic de l'any 2008 del primer ministre
- 2007-08 Va rebre la Gira de conferències Dones en la física (Institut Australià de Física).[17]
- Premi Rising Star 2007, "Top 50" d'Austràlia Meridional en tots els camps menors de 35 anys.
- Premi Bright Spark 2006 (per a les 10 millors ments científiques d'Austràlia menors de 45 anys - Cosmos Magazine).[17]
- 2005 Càtedra inaugural de fotons.
- 2000 Royal Society University Research Fellowship.[17][18]
- 1998 Eleanor Sophia Wood Travelling Fellowship.[17]
- 1998 La Medalla d'Or Bragg a l'Excel·lència en Física per la millor tesi doctoral realitzada per un estudiant d'una universitat australiana.[17]

### Associacions professionals
- Membre, Optical Society of Amèrica (FOSA)
- Membre, Australian Academy of Science (FAA)[19]
- Bragg Fellow, RI Aus (Royal Institution Austràlia)

Membre, ATSE (FTSE)

## Vida personal
Monro es va criar al suburbi de Bankstown a Sídney. És exalumna del National Youth Science Fòrum, un campament selectiu per a joves a la Universitat Nacional d'Austràlia per a líders potencials en ciència. Es va casar amb David el 1995. Es van mudar a Anglaterra el 1998. Tenen tres fills, el primer d'ells nascut el 2003, seguit de dos bessons nascuts el 2006. Monro és una fanàtica de la ciència-ficció i toca el violoncel a l'Orquestra Simfònica de Burnside.